# Пробисвет
„Пробисвет” је југословенски ТВ филм из 1983. године.

## Улоге
| Глумац         | Улога |
| -------------- | ----- |
| Радмило Ћурчић |       |
| Петар Краљ     |       |